# Никанор (Ружичич)
Епи́скоп Никано́р (в миру Ни́кола Ру́жичич, серб. Никола Ружичић, в России был известен как Никола́й Григо́рьевич Ру́жичич; 15 (27) апреля 1843, Свилеува — 16 (29) октября 1916, Белград) — епископ Белградской митрополии, епископ Нишский.

## Биография
Родился 15 апреля 1843 года в Свилеуве в семье Григория и Елены Ружич.
Обучался в начальной сельской школе, окончил полугимназию в Шабаце, затем курс Белградской духовной семинарии в 1863 году.
Женился. Принял духовный сан и служил священником села Свилеува. В 1869 году овдовел.
В 1871 году по рекомендации Сербского митрополита Михаила (Йовановича) был принят в Киевскую духовную академию на церковно-историческое отделение. В 1874 году представил выпускное сочинение о взаимоотношениях Сербской Церкви и Константинопольского Патриархата с древности до нового времени, которое было переведено на сербский язык и опубликовано в белградском журнале «Сион», а в 1875 году отдельным изданием. Не обучался на четвёртом курсе КДА, но был признан достойным степени кандидата богословия.
В октябре 1874 года назначен профессором Священного Писания и русского языка.
В 1875 году в Монастыре Буково принял монашество с именем Никанор и назначен синкелом.
Во время русско-турецкой войны 1877—1878 годов служил военным капелланом.
В 1881 году сдал профессорский экзамен и получил сан протосинкела.
В 1883 году после удаления митрополита Михаила (Йовановича) был сторонником Сербской прогрессивной партии и был назначен ректором Белградской духовной семинарии, признав законность полномочий митрополита Феодосия (Мраовича) как предстоятеля Сербской православной церкви.
4 мая 1886 года избран епископом Жичким. Когда митрополит Белградский Феодосий был уволен на покой, были отправлены на покой также ряд приближённых к нему лиц, в том числе епископ Никанор, уволенный 28 мая 1889 года.
Выехал в Австро-Венгрию, проживал в Загребе и Дубровнике, а затем в черногорском Цетинье. В Германии посещал лекции в нескольких университетах и публиковал на немецком языке работы по истории Сербской православной церкви. В 1897 году вернулся в Сербию.
17 (29) апреля 1898 года избран епископом Нишским.
В 1901—1903 годы был членом Сената Королевства Сербии.
Как отмечал российский консул А. К. Беляев: «Хотя имя епископа Никанора (Ружичича) и связано с некоторыми неприглядными поступками, куда более заметной была его полезная деятельность. На посту епископа Нишского он опубликовал несколько томов своих проповедей и посланий. В церковной печати публиковал заметки о своих архипастырских поездках и визитах. Он поддерживал и укреплял практику ведения церковных хроник, которые частично публиковались. Рукописная „Летопись Нишской соборной церкви“ возникла именно во время его управления Нишской епископией».
В прессе была поднята кампания по его дискредитации с обвинением в нарушении монашеских обетов и коррупции. Кроме того, тот факт, что епископ Никанор был русским питомцем, бросало тень на русское духовное образование и порождал разговоры о том, что из них якобы выходят лишь слабые кадры, недостойные высоких духовных званий и церковной власти. В 1911 года под этим давлением ушёл на покой.
Всё своё имущество он завещал на нужды просвещения, а свои книги — библиотеке Белградской духовной семинарии.
Скончался 16/29 октября 1916 года в Белграде. После основания Православного богословского факультета Белградского университета в его доме было устроено первое общежитие для студентов этого первого сербского богословского вуза.

## Сочинения
Был автором многочисленных сочинений на церковную тематику. Богословские его сочинения не что иное, как переделки с русского, а исторические основаны на сербских источниках, не подвергнутых им никакой критике и принятых на веру. Тем не менее, надо отдать честь его трудолюбию, так как его произведения, несомненно, пополнили пробел в сербской учёной литературе и надолго послужили необходимым пособием для духовенства и семинарий.
Наиболее заслуживают упоминания следующие его труды:
- «Номоканон о браку» (1880)
- «Номоканон српске цркве» (1882)
- «Таблица сроства» (Таблица родства; 1886)
- «Међусобни одношаји између српске цркве и цариградске патријаршије» (Взаимные отношения между Сербской церковью и Цареградской патриархией), «Пастирске посланцие», «Историја српске цркве» (I и II кн., 1893 и 1895)
- «Црквено хијерархијско питање у Србији с канонске тачке гледишта» («Церковноиерархический вопрос в Сербии с канонической точки зрения»; 1883)
- «Nemanja»
- «Das kirche‑religiose Leben bei Serben» (1896)